# Heteroclitopus freyi
Heteroclitopus freyi là một loài bọ cánh cứng trong họ Bọ hung (Scarabaeidae).